# 永寧門駅
永寧門駅（えいねいもん-えき）は中華人民共和国陝西省西安市碑林区に位置する西安地下鉄2号線の駅である。

## 駅周辺
- 永寧門

## 歴史
- 2011年9月28日 - 試運転開通

## 隣の駅
西安地下鉄
■2号線
鐘楼駅 - 永寧門駅 - 南稍門駅